# Zorocrates
Zorocrates är ett släkte av spindlar. Zorocrates ingår i familjen Zorocratidae.

## Dottertaxa tillZorocrates, i alfabetisk ordning[1]
- Zorocrates aemulus
- Zorocrates alternatus
- Zorocrates apulco
- Zorocrates badius
- Zorocrates blas
- Zorocrates bosencheve
- Zorocrates chamela
- Zorocrates chamula
- Zorocrates chiapa
- Zorocrates colima
- Zorocrates contreras
- Zorocrates fuscus
- Zorocrates gnaphosoides
- Zorocrates guerrerensis
- Zorocrates huatusco
- Zorocrates karli
- Zorocrates mistus
- Zorocrates mordax
- Zorocrates nochix
- Zorocrates oaxaca
- Zorocrates ocampo
- Zorocrates pictus
- Zorocrates pie
- Zorocrates potosi
- Zorocrates soledad
- Zorocrates sotano
- Zorocrates tequila
- Zorocrates terrell
- Zorocrates unicolor
- Zorocrates xilitla
- Zorocrates yolo